# Kara-Klasse
Projekt 1134B Berkut B (russisch Беркут Б, deutsch: Steinadler B), von der NATO als Kara-Klasse bezeichnet, war eine Kreuzerklasse der sowjetischen und später der russischen Marine. Das letzte verbliebene Schiff der Klasse, die Kertsch, wurde 2020 aus dem Flottenregister gestrichen und verschrottet.

## Einsatzprofil
Diese Schiffsklasse ist für die U-Bootjagd konzipiert. Dafür sind die Schiffe mit einem Rumpfsonar und einem Tauchsonar (VDS) ausgestattet. Sie verfügen über U-Jagd-Raketenwerfer des Typs SS-N-14 Silex und über Wasserbombenwerfer der Typen RBU-1000 und RBU-6000. Gegen Luftziele sind sie mit verschiedenen Flugabwehrraketen und Rohrwaffensystemen bewaffnet. Da die Schiffe nur über je einen Hubschrauber verfügen, sind ihre Einsatzmöglichkeiten begrenzt.

## Beschreibung
Die Schiffe der Kara-Klasse entstanden als um etwa ein Drittel vergrößerte Versionen der Kresta-I- und Kresta-II-Klasse. Im Vergleich dazu verfügten die Schiffe der Kara-Klasse über verbesserte Fernmelde- und Führungseinrichtungen. Als Antrieb wurden Gasturbinen eingesetzt. Der Rumpf der Schiffe besteht aus verschweißtem Stahl, während die Aufbauten aus einer Aluminiumlegierung bestehen. Gebaut wurden die Kriegsschiffe in einer Schiffswerft in Nikolajew in der ukrainischen SSR. Der Serienbau wurde zu Gunsten der Slawa-Klasse abgebrochen.

### Antrieb
Die Kara-Klasse verfügt – seinerzeit neuartig für große Kampfschiffe – über einen COGAG-Antrieb, eine Kombination aus Gasturbinen für Hochleistung und Gasturbinen für Marschfahrt. Vier Hauptturbinen GTU-12A zu je 20.000 PS und zwei Marschturbinen M-5 zu je 8.000 PS ergeben eine zusammengeschaltete Maximalleistung von effektiv 96.000 PS für 32 kn Höchstfahrt. Die Seeausdauer mit den Marschturbinen beträgt 6.500–7.100 sm bei 18 kn, mit den Hauptturbinen 3.000 nm bei hoher Fahrt von über 30 kn.

### Bauliche Unterschiede
Spätere Schiffe haben einen zusätzlichen Vorbau vor der Brücke sowie andere Plattformen und Radome am Hauptmastturm. Die Kertsch erhielt 1988/89 das neue MR-700-Hauptsuchradar (NATO-Bezeichnung: „Flat Screen“), sie ist auch die einzige 2008 noch aktive Einheit. Die Petropawlowsk hat einen höheren Hangar für den Hubschraubertyp Ka-27 Helix und zusätzliche ECM-Anlagen an dessen Seiten statt der hier fehlenden RBU-1000-Werfer. Sie verfügt auch über den UPK-5-„Rastrub“-Raketentorpedo statt des UPRK-3 „Metel“ wie in den anderen Einheiten. Die Kertsch wurde angeblich auch mit UPK-5 „Rastrub“ nachgerüstet. Die Asow weicht als Versuchsschiff für das SA-N-6-Grumble-System im Achterschiff erheblich ab und verfügt auch nur über Zwillings-Torpedorohrsätze, während die anderen Einheiten Fünffach-Torpedorohrsätze hatten.

## Schiffe des Projekts 1134B

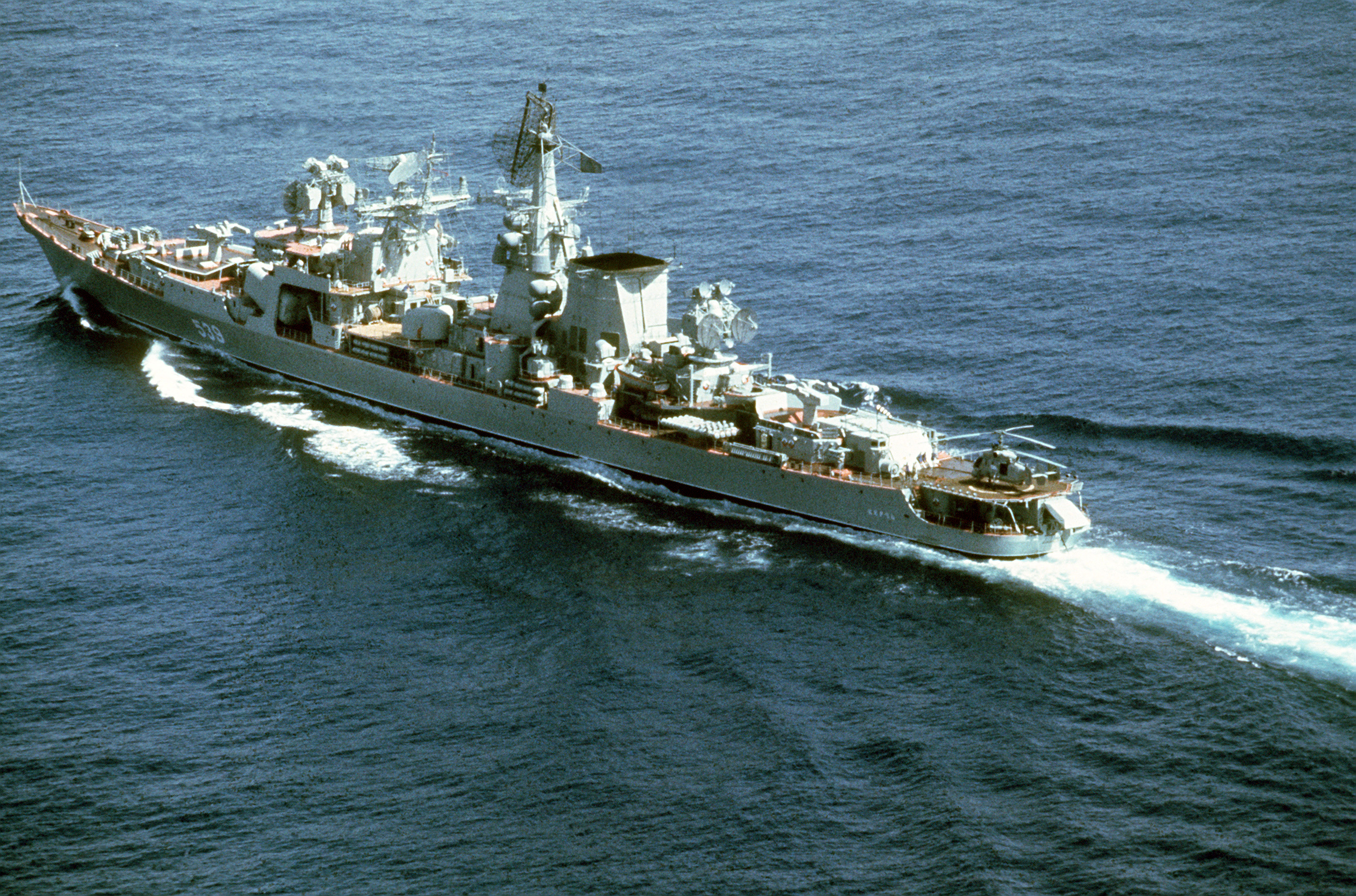
Die Kertsch (1986).

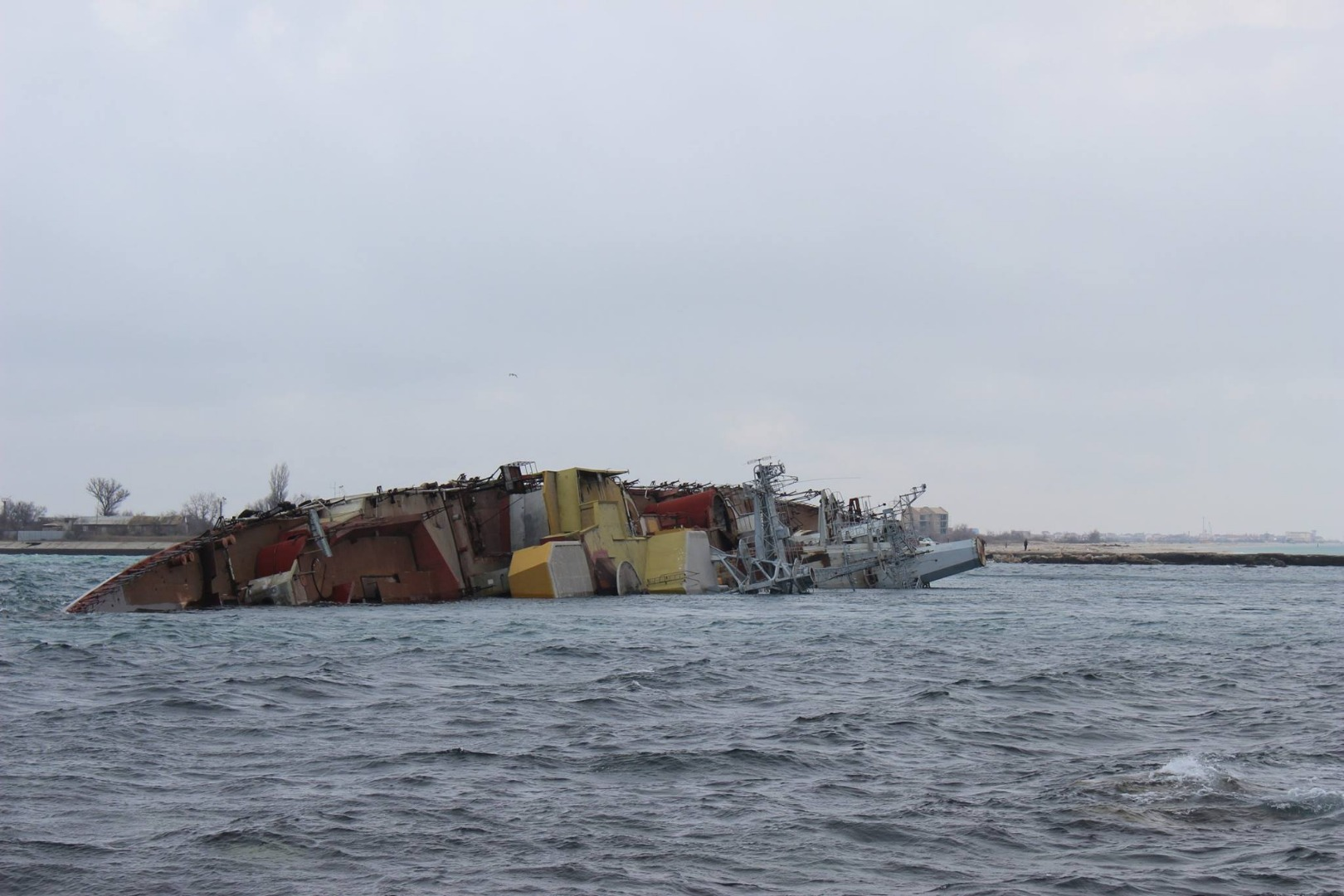
Die Otschakow nach der Selbstversenkung vor Nowooserne (2014).

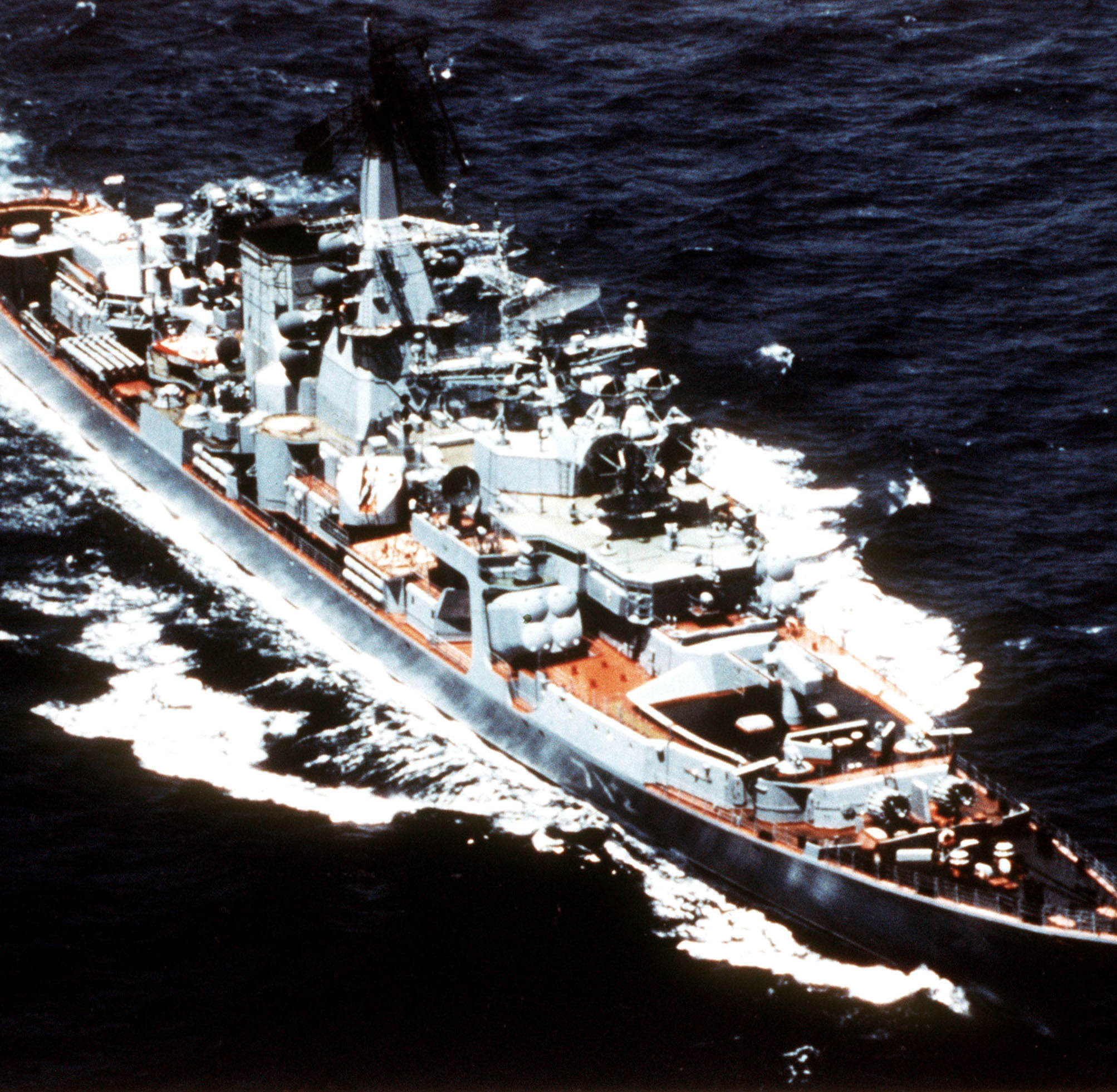
Die Petropawlowsk (1984).

### Nikolajew
Die Nikolajew (russisch: Николаев) wurde am 25. Juni 1968 auf Kiel gelegt und lief am 19. Dezember 1969 vom Stapel. Sie wurde 1971 in Dienst gestellt und am 29. Dezember 1992 außer Dienst gestellt, 1994 verschrottet.

### Otschakow
Die Otschakow (russisch: Очаков) wurde am 19. Dezember 1969 auf Kiel gelegt und lief am 30. April 1971 vom Stapel. Sie wurde 1973 in den Dienst der Schwarzmeerflotte gestellt und am 22. August 2011 aus der Flottenliste gestrichen. Am 6. März 2014 wurde sie während der Annexion der Krim durch Russland von den russischen Streitkräften in der Einfahrt des ukrainischen Marinestützpunkts Nowooserne versenkt, um die Einfahrt zu blockieren. Ein Vorgänger dieses Schiffs war der Panzerkreuzer Otschakow, auf dem 1905 Leutnant Schmidt den Aufstand der Matrosen in Sewastopol anführte.

### Kertsch
Als Kertsch (russisch: Керчь) wurde das dritte Schiff der Klasse am 30. April 1971 auf Kiel gelegt und lief am 21. Juli 1972 vom Stapel. Sie wurde der Schwarzmeerflotte zugeteilt. Am 3. November 2014 wurde bekannt, dass das Schiff im Hafen von Sewastopol während einer Grundüberholung, wahrscheinlich bei Schweißarbeiten, in Brand geraten war und schwer beschädigt wurde. Am 30. Dezember 2014 fiel dann die Entscheidung, die Kertsch aufgrund der hohen Kosten nicht mehr zu reparieren und noch im Jahr 2015 zu verschrotten – dennoch verblieb sie bis zum 15. Februar 2020 im Reservestatus in der Flottenliste. Das Schiff wurde nach der Streichung nach Inkerman zum Abwracken geschleppt.

### Asow
Die Asow (russisch: Азов) wurde am 21. Juli 1972 auf Kiel gelegt und lief am 14. September 1973 vom Stapel. Auch sie war Teil der Schwarzmeerflotte, diente aber zudem als Versuchsschiff für das SA-N-6-Flugabwehrraketensystem. Sie wurde am 28. Dezember 1998 ausgemustert und von 1999 bis 2000 in Sewastopol verschrottet.

### Petropawlowsk
Mit dem Namen Petropawlowsk (russisch: Петропавловск) wurde das fünfte Schiff der Klasse am 9. September 1973 auf Kiel gelegt und lief am 22. November des folgenden Jahres vom Stapel. Sie diente in der Pazifikflotte und war, neben anderen Schiffen, 1983 an der Suche nach der Absturzstelle von Korean-Airlines-Flug 007 beteiligt, bevor sie 1996 zur Verschrottung verkauft wurde.

### Taschkent
Die Taschkent (russisch: Ташкент) wurde am 22. November 1974 auf Kiel gelegt und lief am 5. November 1975 vom Stapel. Sie war Teil der Pazifikflotte, bis sie 1994 zur Verschrottung verkauft wurde.

### Wladiwostok
Als Tallinn (russisch: Таллин) wurde das Schiff am 5. November 1975 auf Kiel gelegt und lief am 5. November des folgenden Jahres vom Stapel. Sie war Teil der Schwarzmeerflotte, wurde 1990 in Wladiwostok (russisch: Владивосток) umgetauft und schließlich 1994 zur Verschrottung freigegeben.

## Belege und Verweise